# クアライ川
クアライ川、あるいはクアレイム川（クアライがわ、クアレイムがわ、ポルトガル語: Rio Quaraí, スペイン語: Río Cuareim）は、ラプラタ川水系ウルグアイ川支流の河川である。コシーニャ・ヂ・サンタナに源を発し、低い丘陵部を抜け、ウルグアイの西方に流れる。川はウルグアイ・ブラジル両国の国境線となり、南にウルグアイと、北にブラジルのリオ・グランデ・ド・スル州と接する。
長い間、クアライ川の一部に沿ってウルグアイとブラジルの間で未解決の国境線があり、紛糾している。
座標: 南緯30度11分05秒 西経57度36分18秒 / 南緯30.18472度 西経57.60500度